# أذن الفأر
أذن الفأر أو آذان الفأر (باللاتينية: Myosotis) جنس نباتي ينتمي إلى الفصيلة الحمحمية من طائفة ثنائيات الفلقة. يضم أكثر من ثلاثين نوعا مقبولا وعشرات أخرى لم يحسم أمرها بعد. ينمو هذا النبات في مناطق الغابات البرية ومناطق السهول المعتدلة. وهذا النبات له ساق مكسوّة بالشعر، وأوراق طرية مكسوّة بالشعر أيضًا. ولهذه النبتة أزهار صغيرة، ذات لون أزرق فاتح ولون أصفر في وسطها، وهي تنمو بشكل عنقودي. كما أن لبعض أنواعها أزهارًا بيضاء أو وردية، وعلى العموم فإن كل الأنواع تقريبًا، لها براعم وردية.
يعتبر البعض أذن الفأر رمزًا للصداقة والحب الصادق. ويرد ذكر هذه الزهرة في عدد من الأساطير. ففي أحد الأساطير الألمانية كانت عبارة لا تنسيني هي آخر ما قاله حبيب لحبيبته قبل أن يغرق وهو يحاول أن يأتيها بزهرة.

## مناطق النمو والزراعة
وتعتبر الأماكن الظليلة الرطبة أفضل بيئة لنمو معظم أنواع أذن الفأر التي تمتاز بأنها جذابة ومعمّرة تعيش لأكثر من سنة. وأشهر الأنواع المزروعة من تلك النبتة ثنائية الحول، وهي النباتات التي تزهر في سنتها الثانية. وتزرع من نباتات مقطَّعة إلى أجزاء يتم غرسها مرة أخرى. والعديد من أنواع أذن الفأر المشهورة حولية (تعيش لسنة واحدة فقط). وهي تزرع من البذور وتزهر في الخريف.

## من أنواعهالواطنةفيالوطن العربي
- أذن الفأر الأطلسي (باللاتينية: Myosotis atlantica) في المغرب العربي

- أذن الفأر الجانبي (باللاتينية: Myosotis secunda) في بلاد الشام ومصر والمغرب العربي وحوض البحر الأبيض المتوسط والجزر البريطانية
- أذن الفأر الخنجري (باللاتينية: Myosotis sicula) في بلاد الشام والمغرب العربي وبعض مناطق شمال حوض البحر الأبيض المتوسط
- أذن الفأر الضعيف (باللاتينية: Myosotis debilis) في المغرب العربي وايبيريا
- أذن فأر فيلفيتش (باللاتينية: Myosotis welwitschii) في المغرب العربي وايبيريا

- أذن الفأر المتفرع (باللاتينية: Myosotis ramosissima) في بلاد الشام والمغرب العربي ومعظم مناطق أوروبا
- أذن الفأر المتلون (باللاتينية: Myosotis discolor) في سيناء والمغرب العربي ومعظم مناطق أوروبا
- أذن الفأر المتهدل (باللاتينية: Myosotis laxa) في بلاد الشام والمغرب العربي ومعظم مناطق أوروبا
- أذن الفأر المخطط (باللاتينية: Myosotis stricta) في بلاد الشام والمغرب العربي ومعظم مناطق أوروبا
- أذن الفأر المزدحم (باللاتينية: Myosotis congesta) في بلاد الشام والمغرب العربي وبعض مناطق شمال حوض البحر الأبيض المتوسط

- أذن الفأر المزروع (باللاتينية: Myosotis arvensis) في المغرب العربي ومعظم مناطق أوروبا
- أذن الفأر المفترش (باللاتينية: Myosotis decumbens) في المغرب العربي ومعظم مناطق أوروبا
- أذن الفأر المنكسر (باللاتينية: Myosotis refracta) في بلاد الشام وبعض مناطق شمال حوض البحر الأبيض المتوسط
- أذن الفأر كبير الأنبوب (باللاتينية: Myosotis macrosiphon)

## معرض صور

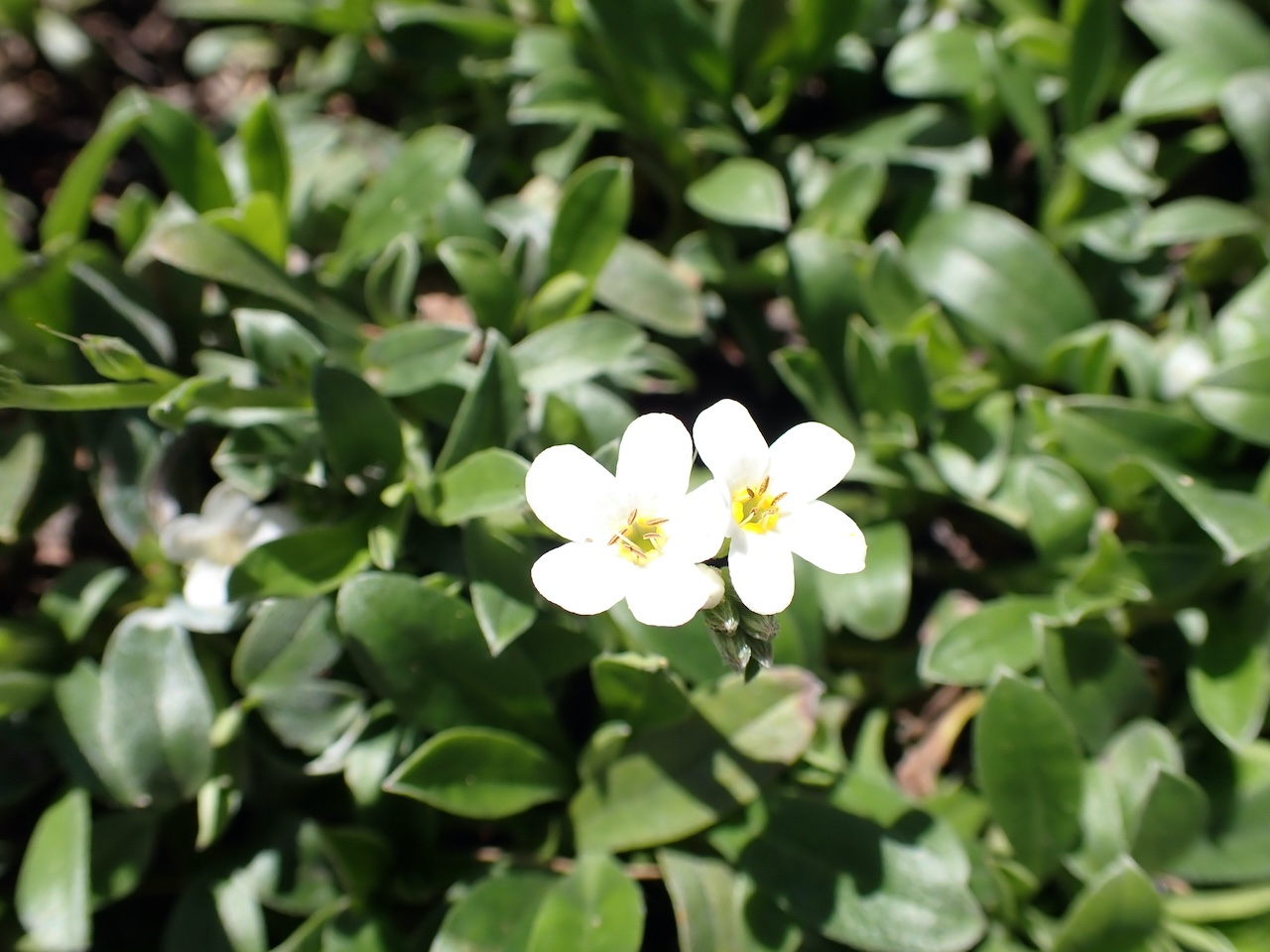
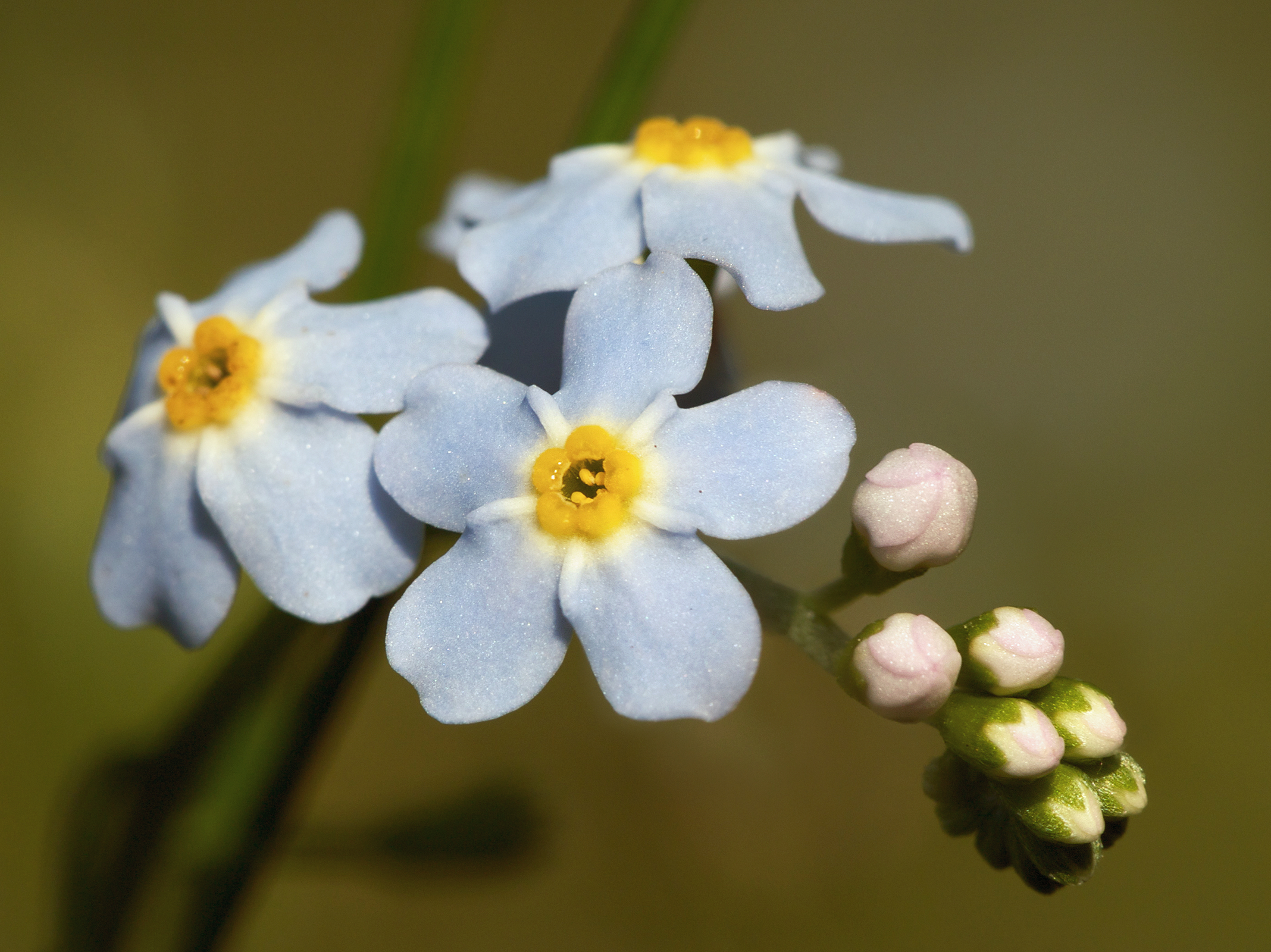
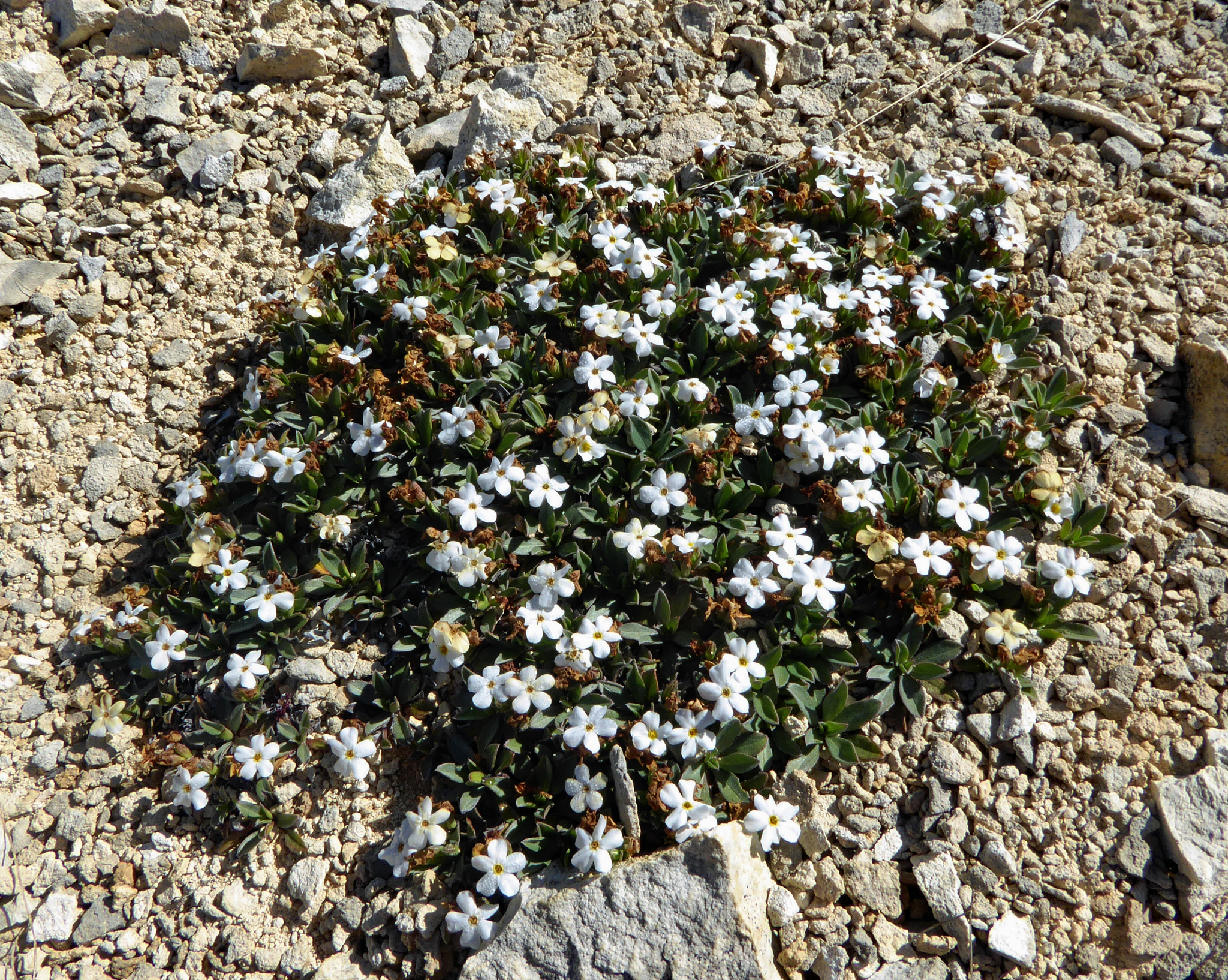
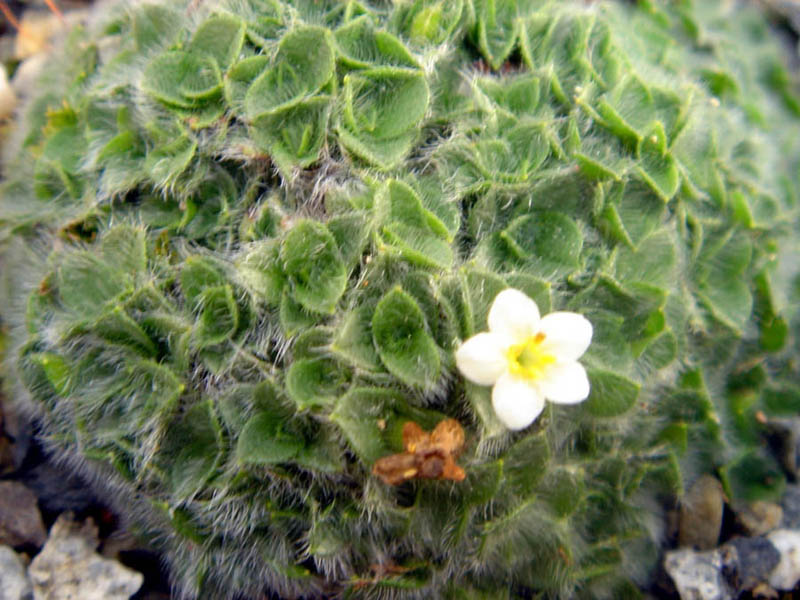
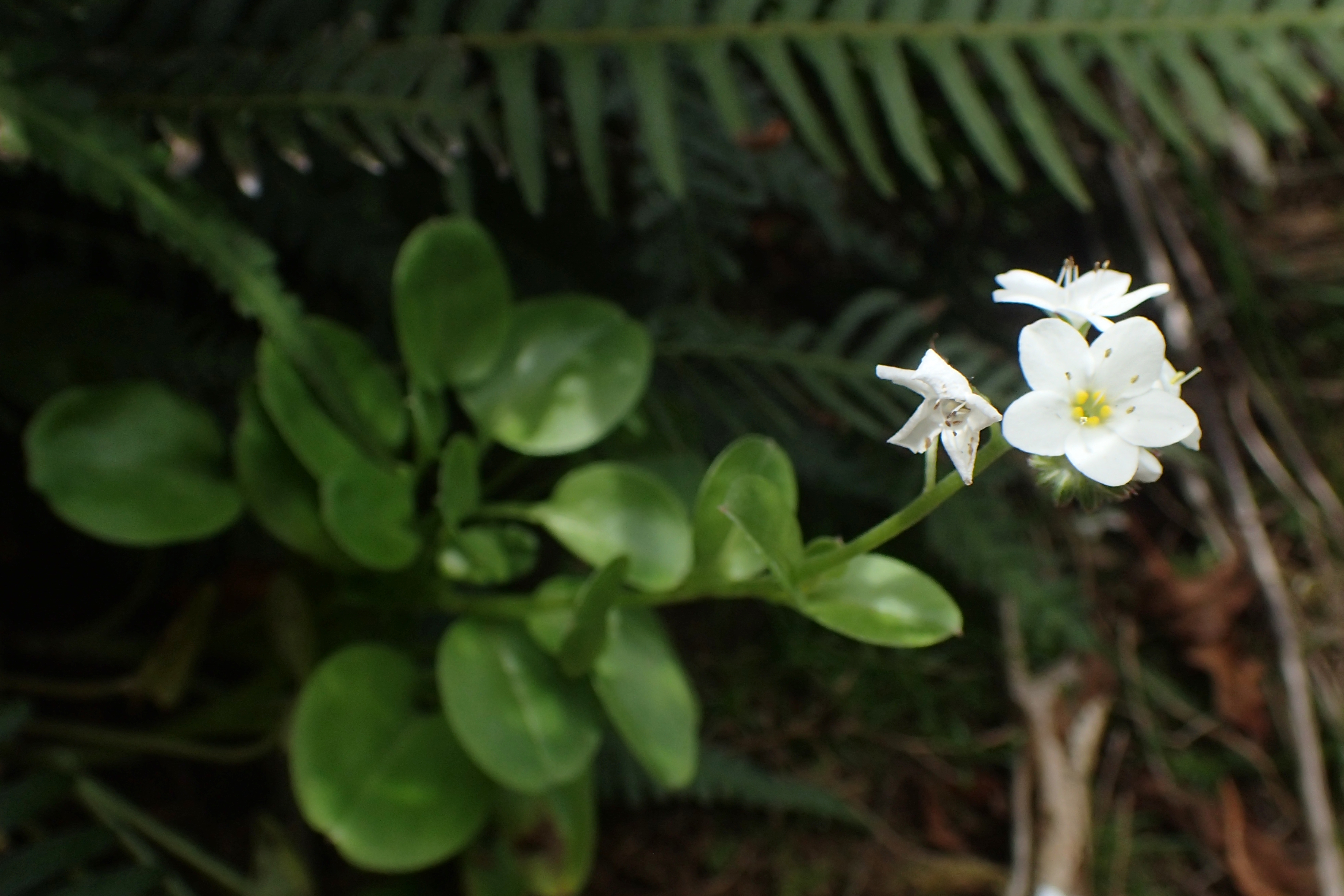